# Blaževac
Blaževac je naseljeno mjesto u sastavu općine Pelagićevo, Republika Srpska, BiH.

## Povijest
Blaževac se do rata nalazio u sastavu općine Gradačac.

## Stanovništvo
| Blaževac           |              |              |              |
| godina popisa      | 1991.        | 1981.        | 1971.        |
| Hrvati             | 613 (52,57%) | 902 (73,03%) | 872 (71,18%) |
| Srbi               | 314 (26,92%) | 308 (24,93%) | 341 (27,83%) |
| Muslimani          | 9 (0,77%)    | 8 (0,64%)    | 12 (0,97%)   |
| Jugoslaveni        | 12 (1,02%)   | 15 (1,21%)   | 0            |
| ostali i nepoznato | 218 (18,69%) | 2 (0,16%)    | 0            |
| ukupno             | 1.166        | 1.235        | 1.225        |

## Poznate osobe
- Ambroz Matić, hrvatski fratar